# Boonlert Kaewprasit
Boonlert Kaewprasit är en thailändsk  före detta general och oppositionspolitiker som leder den rojalistiska rörelsen Rädda Thailand (Pitak Siam).